# Мак Каиртинн мак Коэлбот
Мак Ка́иртинн мак Ко́элбот (др.‑ирл. Mac Caírthinn mac Cóelboth; погиб в 446) — предположительно, король Лейнстера (до 446 года) из рода Уи Энехглайсс.

## Биография
Мак Каиртинн мак Коэлбот не упоминается ни в средневековых списках королей Лейнстера, ни в генеалогиях. Однако другие дошедшие до нашего времени источники позволяют историкам считать его правителем этого королевства. Наиболее ранний из этих источников — поэма «De Regibus Lagenorum», написанная в VII веке и сохранившаяся в составе «Лейнстерской книги». Вероятно, её заказчиком был один из представителей лейнстерского рода Уи Байррхе. В поэме рассказывается о ранней истории Лейнстера и упоминаются некоторые его правители, неуказанные в королевских списках. Среди них назван и Мак Каиртинн мак Коэлбот, унаследовавший престол от своего предшественника Моэнаха мак Муйредайга после победы в сражении, покровительствовавший поэтам, но не оставивший многочисленного потомства. Второй источник — камень, обнаруженный около современного Слейна, с посвятительной огамической надписью: MAQI CAIRATINI AVI INEQUAGLAST («[Камень] Мак Каиртинна, внука Энехгласса»). Эта находка позволила установить точные родственные связи Мак Каиртинна с другими представителями правивших в Лейнстере династий. Третий источник — сообщения в ирландских анналах о гибели в сражении при Маг Фемене в Бреге предводителя лагенов и круитни Мак Каиртинна.
Недостаточность сведений источников о Лейнстере V века не позволяет историкам сделать однозначный вывод, был ли Мак Каиртинн действительно правителем этого королевства, или лишь возглавлял местных круитни. Тем не менее, существующие сведения позволили историкам сделать предположение, что Мак Каиртинн мак Коэлбот мог быть королём Лейнстера. Вероятно, он принадлежал к тем из лейнстерских родов, которые к X веку уже пришли в упадок. Так как септ Уи Энехглайсс вёл своё родословие от Энехгласса, деда Мак Каиртинна, то возможно, что он был членом именно этого рода. На основании анализа источников о Лейнстере V века историками было сделано предположение, что под влиянием родов Уи Хеннселайг, Уи Дунлайнге и Уи Нейллы, в зависимость от которых к X веку попали монастырские центры летописания Ирландии, сведения средневековых анналов были искажены и в них были внесены данные, благоприятные для представителей этих родов, но частью не соответствовавшие исторической действительности. Таким образом, возможно, что свидетельства поэмы, созданной ещё до усиления этих родов, могли более точно отражать порядок престолонаследия в раннем Лейнстере.
Анализ сведений о Мак Каиртинне мак Коэлботе позволяет предположить, что после смерти короля Брессала Белаха, предка рода Уи Хеннселайг, скончавшегося в 435 или 436 году, престол Лейнстера мог не сразу перейти к его внуку Энде Кеннсалаху, как о том сообщают ирландские анналы и генеалогии. Возможно, что в 430-х—440-х годах он был занят представителями других ветвей правившей здесь династии: сначала двоюродным братом Брессала Белаха Муйредахом Сните и его сыном Моэнахом из рода Уи Байррхе, а затем троюродным братом последнего Мак Каиртинном из Уи Энехглайсс. Вероятно, Мак Каиртинн мак Коэлбот выказывал также притязания и на титул верховного короля Ирландии, соперничая в борьбе за Тару с представителями коннахтской династии Уи Нейллов. Место его гибели — окрестности Фемена в современном графстве Мит — и местонахождение посвящённого ему камня позволяют сделать вывод, что его противником в битве был один из Уи Нейллов.
Вероятно, что только после гибели Мак Каиртинна престол Лейнстера вновь перешёл к потомкам Брессала Белаха и новым правителем этого королевства стал Энда Кеннсалах.